# Júlio Festo
Júlio Festo (em latim: Iulius Festus) foi um nobre romano dos séculos III e IV, pertencente à classe senatorial. Seu nome aparece em segundo lugar numa lista de senadores segundo a qual cada um contribuiu com 400 000 sestércios, quiçá para custear um edifício em Roma. O empreendimento é de cerca de 300. Deve ser antepassado de Júlio Festo Himécio e um de seus possíveis ancestrais foi Tibério Júlio Festo.